# Saint-Souplet-sur-Py
Saint-Souplet-sur-Py is een gemeente in het Franse departement Marne (regio Grand Est) en telt 136 inwoners (1999). De plaats maakt deel uit van het arrondissement Reims.

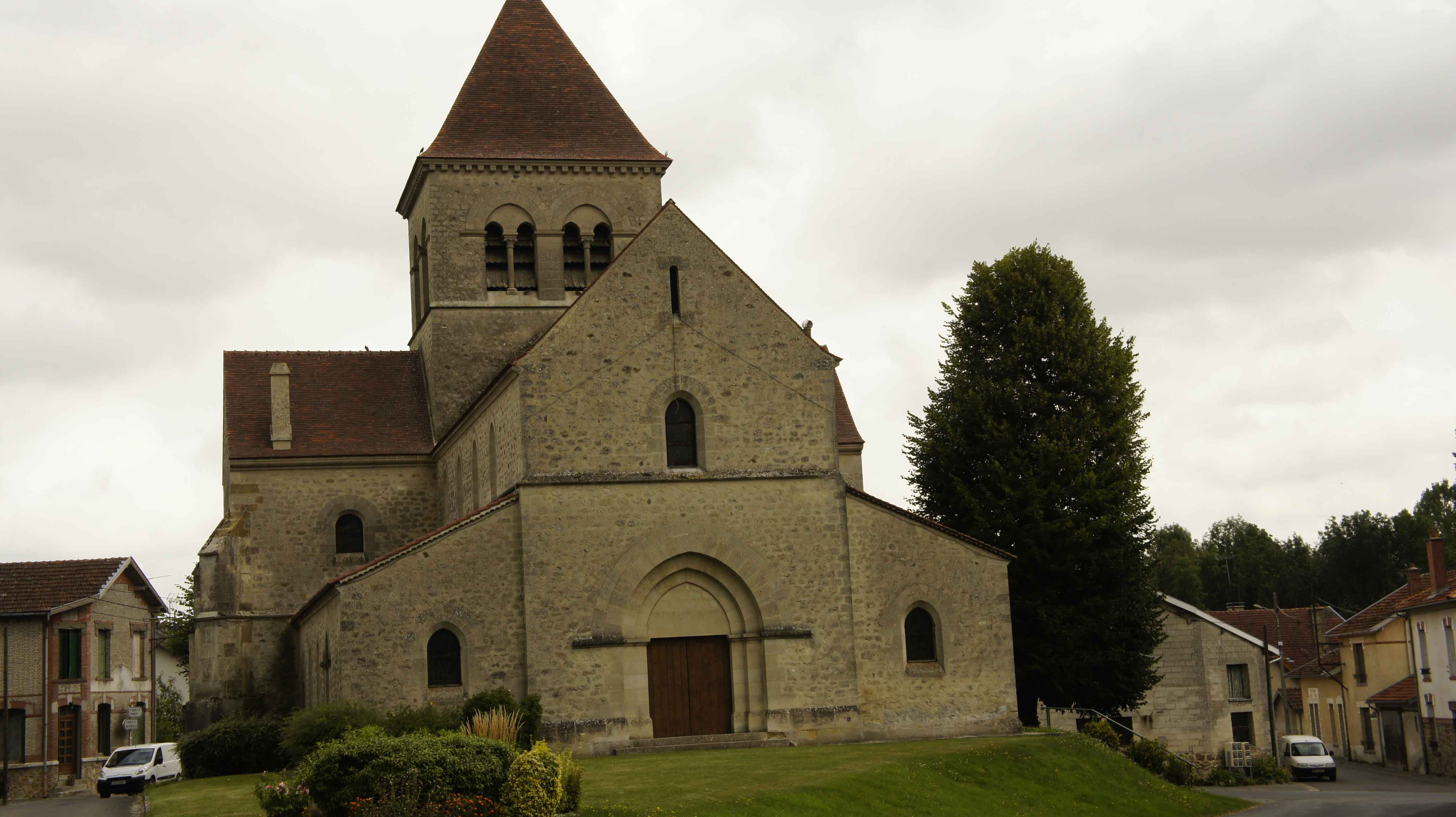
Kerk van Saint-Souplet-sur-Py
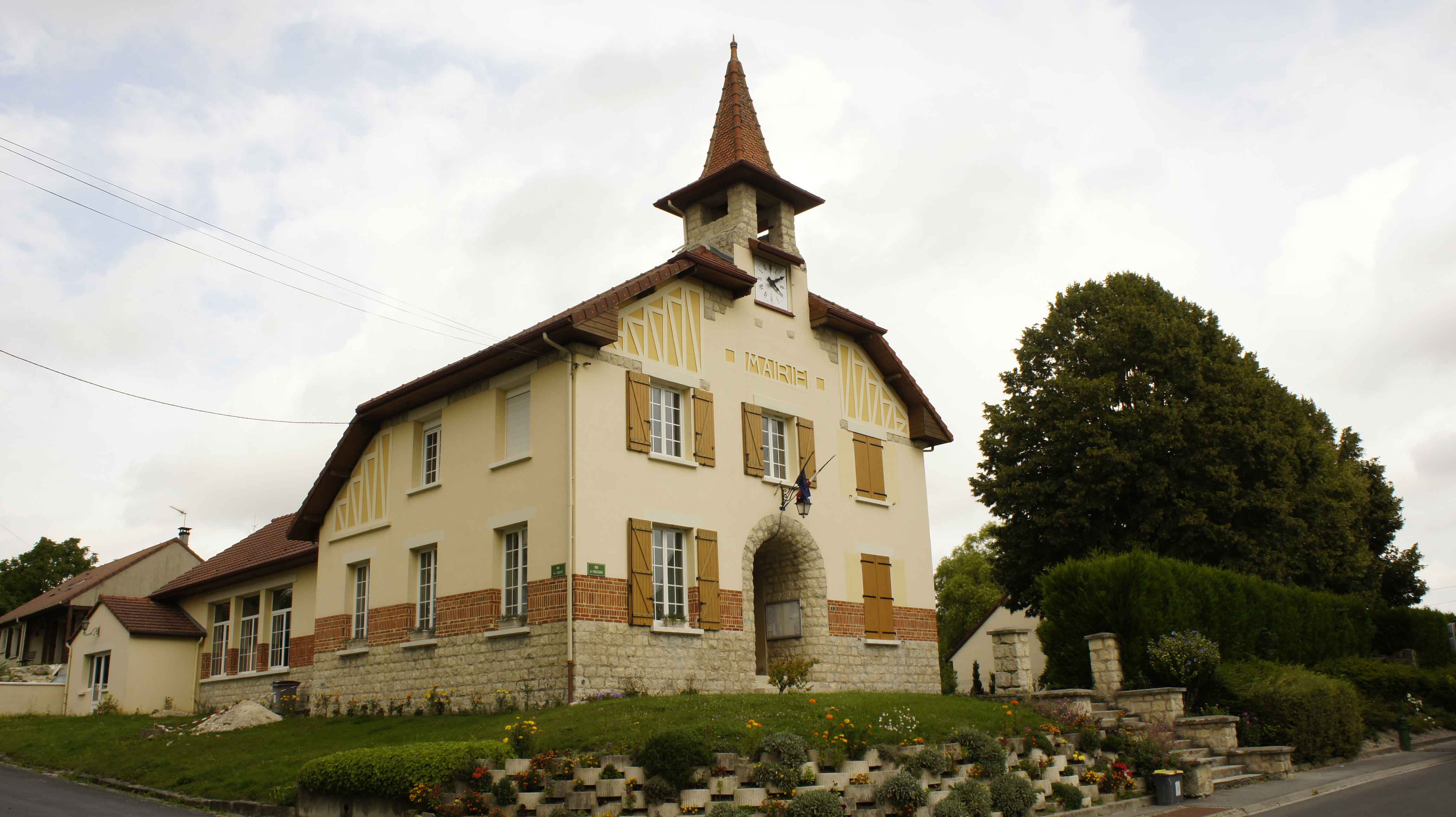
Gemeentehuis

## Geografie
De oppervlakte van Saint-Souplet-sur-Py bedraagt 21,0 km², de bevolkingsdichtheid is 6,5 inwoners per km².
De onderstaande kaart toont de ligging van Saint-Souplet-sur-Py met de belangrijkste infrastructuur en aangrenzende gemeenten.

## Demografie
Onderstaande figuur toont het verloop van het inwonertal (bron: INSEE-tellingen).